# 奥治村
奥治村，是中华人民共和国山西省长治市平顺县阳高乡下辖的一个村。
2013年8月26日，奥治村公布为第二批中国传统村落。
2014年2月19日，奥治村公布为第六批中国历史文化名村。